# غافن وليامز
غافن وليامز (بالإنجليزية: Gavin Williams)‏ مواليد 20 يوليو 1980 هو لاعب كرة قدم بريطاني سابق كان يلعب كلاعب وسط شارك خلال مسيرته في 473 مباريات وسجل 152 هدف.

## أندية لعب لها
- إيبسويتش تاون
- نادي بريستول سيتي
- وست هام يونايتد
- يوفل تاون

## روابط خارجية
- غافن وليامز على موقع قاعدة بيانات كرة القدم.إي يو (الإنجليزية)
- غافن وليامز على موقع Soccerbase.com (لاعب) (الإنجليزية)
- غافن وليامز على موقع عالم كرة القدم.نت (الإنجليزية)